# Amosis-Nebetta
Amosis-Nebetta, o Ahmose-Nebetta/Nebta (Filla de Iah, la Lluna - Senyora de la Terra) va ser una princesa egípcia del final de la XVII Dinastia. Probablement era filla dels reis Seqenenre Tao i Aah-Hotep I. Era germana del faraó Amosis I, primer monarca de la XVIII Dinastia.

## Biografia
Amosis-Nebetta segurament era filla de Tao II. És possible que es casés amb el seu germà Amosis I, tot i que la seva germana Amosis-Nefertari en va ser la Gran Esposa Reial.
|                |    |   |             |
| \| \| \| \| \| |    |   |             |
|                |    |   |             |
| iaH            | ms | s | nb · t · tA |

| iaH | ms | s | nb · t · tA |

|                |    |   |             |
| \| \| \| \| \| |    |   |             |
|                |    |   |             |
| iaH            | ms | s | nb · t · tA |

| iaH | ms | s | nb · t · tA |

|                |    |   |             |
| \| \| \| \| \| |    |   |             |
|                |    |   |             |
| iaH            | ms | s | nb · t · tA |

| iaH | ms | s | nb · t · tA |

|                |    |   |             |
| \| \| \| \| \| |    |   |             |
|                |    |   |             |
| iaH            | ms | s | nb · t · tA |

| iaH | ms | s | nb · t · tA |

Els seus títols incloIen els de Filla del Rei i Germana del Rei. El seu nom figura en una estàtua del príncep Ahmose que avui es troba al Louvre (E 15682). S'hi citen dues filles d'Aah-Hotep I, ambdues anomenades Amosis, i es creu que representen Amosis-Nefertari i Amosis-Nebetta. Una estàtua d'una princesa, també al Louvre (N 496), la identifica com a filla del rei, com a germana del rei i com a filla de la reina Aah-Hotep I.

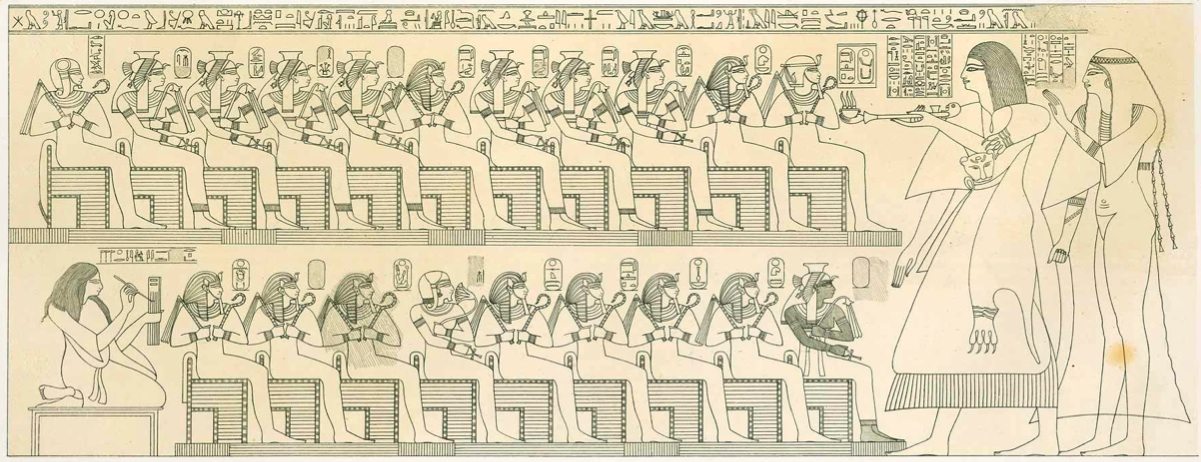
Escena present a la tomba de Inherkhau, que representa els "Senyors d'Occident". A la part superior, de dreta a esquerra: Amenofis I, Amosis I, Aah-Hotep I, Amosis Meritamon, Amosis-Sitamon, Siamon?, Amosis-Henuttamehu, Amosis-Tumerisi, Amosis-Nebetta, Amosis-Sipair. A la part inferior, de dreta a esquerra: Amosis Nefertari, Ramses I, Mentuhotep II, Amenofis II, Tao II, Ramose?, Ramsès IV, un faraó desconegut i Tuthmosis I.

Amosis-Nebetta apareix representada a la tomba d'Inherkau (TT359) que data de la XX Dinastia com un dels "Senyors d'Occident". Se la mostra a la fila superior darrere d'Amosis-Tumerisi i davant d'Amosis Sapair.